# Stage6
Stage6 va ser un web on els usuaris demanaven compartir, emmagatzemar i publicar vídeos usant el còdec DivX.era un lloc web per compartir vídeos propietat i gestionat per DivX, Inc., on els usuaris podien pujar, compartir i veure clips de vídeo. El lloc era part de la mateixa companyia DivX que mai va acabar de ser versió Beta.
El juny de 2008, CNET va aclamar Stage6 com un dels millors llocs web desapareguts de la història.